# Max Amann
Max Amann (24. november 1891 – 30. marts 1957) var en tysk nationalsocialistisk politiker og journalist.
Amann blev født i München. Under 1. verdenskrig var han sergent for Adolf Hitler, som blev leder for det tyske nazistparti. Amann deltog i Hitlers mislykkede ølkælderkup i 1923 og kom i fængsel i kort tid. I 1933 blev han præsident for "rigspressekammeret" (Reichspressekammer) i det nazistiske Tyskland. Samme år blev han valgt til den tyske rigsdag. Han ledede forlaget Eher-Verlag, som blandt andet udgav Hitlers Mein Kampf og SS-tidsskriftet Das Schwarze Korps.
Amann var den største avisbaron i det tredje rige og tjente en formue. Den voksede fra 108.000 i 1934 til 3.800.000 mark i 1944. Han sørgede for at nazisterne fik kontrol over alle aviser i Tyskland og fik de aviser stoppet, som ikke fuldt ud støttede Hitler.
I 1941 blev Max Amman forfremmet til Obergruppenführer i SS.
Amann blev dømt som "hovedskyldig" (Hauptschuldiger) under retsopgøret efter krigen. Han blev dømt ti år arbejdslejr i 1948, men blev løsladt i 1953. Han blev frataget ejendele og pensionsrettigheder og døde i fattigdom i 1957.